# Орхеви, Аэропорт (микрорайон)
Орхеви, Аэропорт (груз. ორხევი, აეროპორტი) — 19-й микрорайон (убан) Самгорского района Тбилиси.

## Расположение
Граница микрорайона №19 «Орхеви, Аэропорт» начинается от пересечения Кахетинского шоссе и улицы Твалчрелидзе и идёт в северном направлении до конца улицы Твалчрелидзе. Затем граница поворачивает на северо-запад и по существующей дороге вдоль левого берега Нижне-Самгорского канала доходит до конца улицы Джавахетской, после чего проходит и соединяется с объездной дорогой вокруг «Тбилисского моря», где воображаемая линия, проходящая через узкое ущелье водохранилища, пересекает его, затем снова идёт по объездной дороге, и оттуда граница по прямой линии спускается к склону в северо-восточном направлении, где воображаемая линия, проходящая через узкое ущелье водохранилища, соединяется с объездной дорогой «Тбилисского моря», и на расстоянии 0,5 км следует по оси дороги в восточном направлении, после чего поворачивает на север на 0,5 км, затем снова поворачивает на восток на 1 км и соединяется с дорогой, ведущей к «Малому Лило», до пересечения с объездной железной дорогой.
Далее граница следует по железной дороге в северо-западном и северном направлениях, пересекает «Квирикобский овраг», поворачивает направо и следует по «административной границе Тбилиси» до пересечения дороги, соединяющей Большое Лило и Цинтелбани. Затем граница поворачивает в юго-восточном направлении и следует по дороге, соединяющей Большое Лило и Цинтелбани, до Большого Лило, откуда переходит в овраг Мчамела, по которому следует на юг до реки Цинклискали, затем проходит 2400 метров по реке Цинклискали, после чего пересекает дорогу, соединяющую Большое Лило, и доходит до Кахетинского шоссе. Оттуда граница идёт на восток по Кахетинскому шоссе на 400 метров, затем поворачивает на юг и следует по улице Юмашева до пересечения с улицей Руставели, откуда граница продолжается в южном направлении по улице Руставели до её конца и переходит в реку Лилоскали до административного района Исани-Самгори, откуда граница следует на юг по реке Лочина на 2700 метров.
Затем граница направляется на северо-восток и по существующей дорожной сети доходит до улицы Кизики, откуда в западном направлении граница проходит по улице Кизики на 200 метров и направляется на север по дороге, соединяющейся с Кахетинским шоссе, откуда граница в западном направлении доходит до начальной точки на улице Твалчрелидзе. 

## Администрация

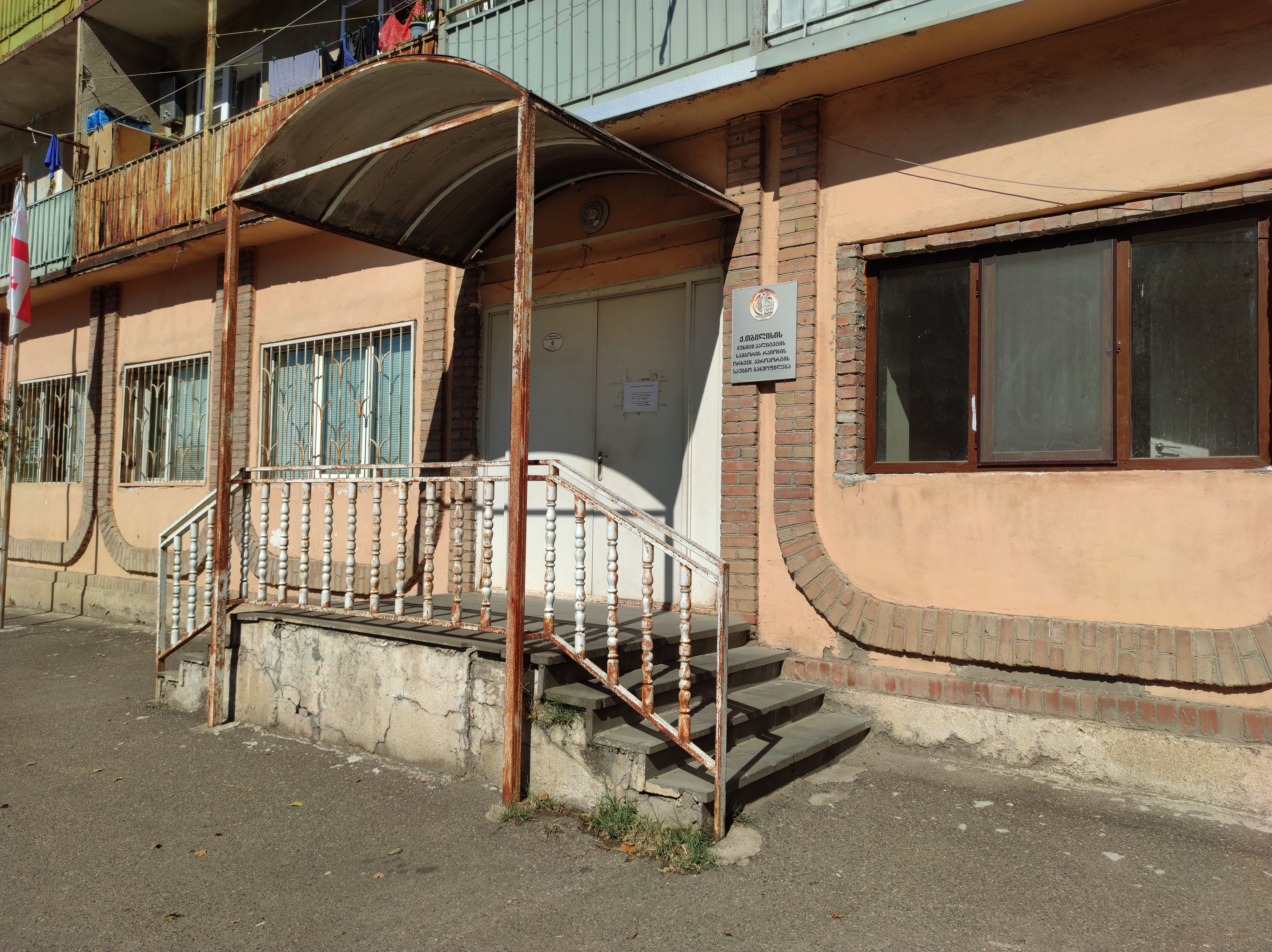
alt = Вход в старое двухэтажное здание персикового цвета. Над входом — ржавый металлический козырек. К двери ведут бетонные ступени с облупившимися белыми перилами. Справа от входа на стене висит табличка.

Отдел администрации микрорайона «Орхеви, Аэропорт» Самгорского района — расположен по адресу: Тбилиси, посёлок Орхеви, улица Георгия Мухадзе, 6.